# WSOF 10
WSOF 10: Branch vs. Taylor foi um evento de artes marciais mistas promovido pelo World Series of Fighting, ocorrido em21 de junho de 2014 no Event Center Arena em San Jose, California.

## Background
Esse evento é esperado para contar com a final do Torneio pelo Cinturão Peso Médio do WSOF entre David Branch e Jesse Taylor.
Georgi Karakhanyan é esperado para fazer sua primeira defesa do Cinturão Peso Pena do WSOF nesse evento contra o desafiante Rick Glenn.
A terceira luta por título do evento será a luta entre Jessica Aguilar e Emi Fujino pelo Cinturão Peso Palha Feminino do WSOF.

## Card Oficial
^ a: Pelo Cinturão Peso Médio do WSOF.

^ b: Pelo Cinturão Peso Pena do WSOF.

^ c: Pelo Cinturão Peso Palha Feminino do WSOF.

## Ligações Externas
1. ↑  a[›]
2. ↑  b[›]
3. ↑  c[›]